# Юзеф Совински
Ю̀зеф Льо̀нгин Совѝнски (на полски: Józef Longin Sowiński) е полски генерал, участник в руско-полските войни от края на XVIII до началото на 30-те години на XIX век.
Совински завършва офицерска школа във Варшава. През 1794 година взима участие във въстанието на Косцюшко. След потушаването му, от 1799 до 1811 е на служба в пруската армия, а впоследствие в армията на Варшавското херцогство. По време на похода на Наполеон в Русия през 1812 година е тежко ранен, губи крака си и попада в плен.
След 1815 година Совински заема военно-административни длъжности (директор на арсенала, а по-късно комендант на военно училище) в подвластното на Русия Полско кралство. По време на Ноемврийското въстание командва артилерията на варшавския гарнизон. Загива при отбраната на Варшава през септември 1831 година.